# Mammillaria roseoalba
Mammillaria roseoalba là một loài thực vật có hoa trong họ Cactaceae. Loài này được Boed. mô tả khoa học đầu tiên năm 1929.